# Lukáš Krpálek
Lukáš Krpálek (Jihlava, 15 de novembro de 1990) é um judoca tcheco, sendo o mais premiado de toda a história da Tchecoslováquia e República Tcheca, o primeiro a obter uma medalha de ouro olímpica por seu país e o segundo a receber uma medalha no judô, sendo que a última medalha obtida no judô foi um bronze de Vladimír Kocman, ainda pela Tchecoslováquia nos Jogos Olímpicos de 1980, em Moscou. Foi o porta-bandeiras da República Tcheca nos Jogos Olímpicos de 2016.
Foi campeão olímpico nos Jogos Olímpicos de 2016 no Rio de Janeiro, além de campeão mundial em 2014 em Cheliabinsk e 2018 em Tóquio. Participou dos Jogos Olímpicos de 2012 em Londres sem obter nenhuma medalha, perdendo para Henk Grol.
Conquistou o ouro na categoria mais de cem quilogramas em Tóquio 2020.